# Gordon Smiley
Gordon Eugene Smiley (Omaha, Nebraska, 20 de abril de 1946-Speedway, Indiana, 15 de mayo de 1982) fue un piloto estadounidense de automovilismo que murió en un accidente durante la calificación de las 500 Millas de Indianápolis de 1982. Entró al Salón de la Fama de la Nebraska Auto Racing en 2000.

## Carrera

### SCCA y carrera Road Racing
Smiley inició su carrera de piloto a los 19 años. Corrió Fórmula Ford, Fórmula Atlántic, Can-Am, Fórmula 5000 y Fórmula Súper Vee, ganando carreras en cada serie y obteniendo el Campeonato Nacional de la SCCA cuatro veces antes de convertirse en profesional en 1974.
En 1979, compitió en la serie británica de Fórmula 1, la Fórmula Aurora, para el equipo Surtees, y en 11 carreras terminó ocho veces entre los 10 mejores, incluyendo una victoria en el circuito de Silverstone, la última por un estadounidense en un evento sancionado por la FIA, en 1979.

### Indy 500
Smiley corrió en las 500 Millas de Indianápolis en dos ocasiones, en 1980 y 1981, y murió mientras intentaba clasificarse para un tercer intento en 1982.
En las 500 Millas de Indianápolis de 1980, Smiley participó junto a Patrick Racing. Su carrera terminó cuando el turbocompresor explotó en la vuelta 47, lo que provocó que terminara en el puesto 25. En la edición del año siguiente, clasificó octavo y lideró una vuelta, pero terminó 22 después de un accidente en la vuelta 141. Su accidente preparó el controvertido final entre su compañero de equipo Mario Andretti y Bobby Unser.

#### Muerte
En 1982, se establecieron velocidades récord durante la clasificación para las 500 Millas de Indianápolis. Tanto Kevin Cogan como Rick Mears establecieron nuevos récords de una sola vuelta y de cuatro vueltas en sus intentos.
Smiley salió de boxes con el objetivo de conseguir una pole position. Ya en la segunda vuelta, en el inicio del peralte de la curva 3, y a más de 320Km/h, el monoplaza comenzó a sobrevirar, junto a la línea inferior izquierda, y a deslizarse de lado. 
Cuando Smiley trató de corregir el sobreviraje, giró el volante a la derecha, y de repente, las ruedas delanteras obtuvieron toda la adherencia posible. En menos de medio segundo, se impactó de frente contra el muro a 320 km/h. El impacto desintegró instantáneamente el monoplaza y mató en el acto al piloto. 
El depósito de combustible estalló en una bola de fuego, y los escombros salieron volando dando vueltas por el aire, hasta que los restos, con el motor, incluyendo el cuerpo expuesto de Smiley. aún atado a él por los arneses por un lado, y lo que quedaba esparcido por los alrededores, se detuvo entre las curvas 3 y 4.
Smiley murió instantáneamente por los desplazamientos masivos internos, fracturas y traumatismos provocados por las graves repercusiones. Su muerte fue la primera en Indy desde 1973 cuando Art Pollard y Swede Savage murieron en la pista, y hasta la fecha, el último piloto en morir durante un intento de calificación. 
El director médico de CART, Steve Olvey, que formaba parte del personal en ese momento, habló sobre el accidente en su autobiografía de 2006, Rapid Response: My Inside Story as a Motor Racing Life-Saver. 

En un intento de calificar para la Indy 500, Gordon Smiley, un engreído piloto joven de Texas, estaba decidido a lanzarse a más de 200 mph o morir en el intento. Varios pilotos veteranos... le habían advertido que estaba en una idea errónea, esa conducción no era la apropiada para el óvalo. Smiley era un corredor de circuitos ruteros, y eso lo utilizó para gobernar el coche y evitar el accidente, pero las ruedas traseras perdieron toda la tracción.

Mientras corría a los restos del coche, me di cuenta de pequeñas manchas de una peculiar sustancia gris que marca un camino en el asfalto que conduce al piloto... Cuando llegué al coche, me indignó ver que Smiley no tenía casco, ni la mitad superior del cráneo. El cuero cabelludo y la masa encefálica estaban esparcidos por el lugar... El cerebro se había convertido en una masa esparcida por la zona del accidente. Su casco, debido a la enorme fuerza centrífuga, se arrancó literalmente de la cabeza en el impacto [...] Me trasladaron al centro médico con el cuerpo de Smiley. En el camino realicé un examen superficial y me di cuenta de que casi todos los huesos de su cuerpo estaban destrozados. Tenía una enorme herida en su costado que parecía como si hubiera sido atacado por un gran tiburón. Nunca había visto tal trauma.

La compañera de equipo de Smiley, Desiré Wilson, estaba en boxes cuando se devolvieron los restos de su coche. En 2010, contó:

Trajeron los restos del auto de Gordon a nuestro garaje, y la pieza más grande era una pequeña bola del motor. No había nada más que trozos destrozados, un trozo de caja de cambios, un trozo de rueda, ni siquiera un asiento. Fue muy feo. Llegó el camión de la basura y tiraron los restos en la parte trasera del camión y se lo llevaron.

## Resultados

### Indy 500
| Año     | Carro   | Inicio  | Calificación | Posición | Final   | Vueltas | Lidero | Retiro               |
| ------- | ------- | ------- | ------------ | -------- | ------- | ------- | ------ | -------------------- |
| 1980    | 70      | 20      | 186.848      | 9        | 25      | 47      | 0      | Turbocargador        |
| 1981    | 60      | 8       | 192.988      | 13       | 22      | 141     | 15     | Choque en la curva 4 |
| Totales | Totales | Totales | Totales      | Totales  | Totales | 188     | 15     |                      |

| Inicios       | 2 |
| Poles         | 0 |
| Línea Inicial | 0 |
| Victoris      | 0 |
| Top 5         | 0 |
| Top 10        | 0 |
| Retiro        | 2 |